# Butler County (Kansas)
Butler County je okres ve státě Kansas v USA. K roku 2010 zde žilo 65 880 obyvatel. Správním městem okresu je El Dorado. Celková rozloha okresu činí 3 746 km².

## Sousední okresy
| Růžice kompasu | Harvey County   | Marion County          | Chase County     | Růžice kompasu |
| Růžice kompasu | Sedgwick County | Sever                  | Greenwood County | Růžice kompasu |
| Růžice kompasu | Sedgwick County | Butler County (Kansas) | Greenwood County | Růžice kompasu |
| Růžice kompasu | Sedgwick County | Jih                    | Greenwood County | Růžice kompasu |
| Růžice kompasu | Sumner County   | Cowley County          | Elk County       | Růžice kompasu |